# Поршнева, Анастасия Ильинична
Анастасия Ильинична Поршнева (в девичестве Морозова; 31 июля 1994, Норильск) — российская биатлонистка, чемпионка и призёр чемпионата России. Мастер спорта России.

## Биография
Представляет Ханты-Мансийский автономный округ (Центр спортивной подготовки Югры). Первый тренер — Е. В. Кряжев. Ныне тренируется под руководством В. П. Захарова, П. В. Захаров, Н. А. Замародских.
На чемпионате России 2017 года стала двукратной чемпионкой — в командной гонке и гонке патрулей, а также завоевала серебро в суперпасьюте и бронзу — в эстафете.
Становилась победительницей этапа Кубка России.
С сезона 2017/2018 принимает участие в гонках Кубка IBU. Дебютировала 7 января на этапе Кубка IBU в Осрбли в спринте, где финишировала 16-й. Участвовала в чемпионате Европы в Валь-Риданна, лучший результат — 27-е место в гонке преследования. 8 июня 2018 г. вошла в состав сборной на подготовку к сезону 2018/2019. По итогам контрольных гонок в Контиолахти вошла в состав сборной России на первый этап Кубка IBU. 29 ноября 2018 г. в спринте на первом этапе Кубка IBU в Идре финишировала третьей. 2 декабря 2018 г. в гонке преследования заняла 3-е место. 13 декабря 2018 г. Российские биатлонисты Анастасия Морозова и Сергей Корастылев одержали победу в сингл-миксте на втором этапе Кубка IBU в Риднау. На втором этапе Кубка IBU в итальянском Риднау одержала победы в спринте и в гонке преследования.

## Личная жизнь
10 мая 2019 г. Никита Поршнев и Анастасия Морозова поженились. Торжественная церемония прошла в Саратове. После свадьбы взяла фамилию мужа. Об этом спортсменка сообщила в своём «инстаграме». «Одна фамилия на двоих. Поршневы», — написала спортсменка.

## Кубок мира
Дебютировала в спринте на этапе в Нове-Место 21 декабря 2018.
Личный рекорд - 29 место в спринте Оберхофа 9 января 2020.

### Статистика выступлений на Кубке мира
| 2019/2020 Итоги | 2019/2020 Итоги | Эстерсунд | Эстерсунд | Эстерсунд | Эстерсунд | Эстерсунд | Хохфильцен | Хохфильцен | Хохфильцен | Анси | Анси | Анси | Оберхоф | Оберхоф | Оберхоф | Рупольдинг | Рупольдинг | Рупольдинг | Поклюка | Поклюка | Поклюка | Поклюка | ЧМ Антхольц | ЧМ Антхольц | ЧМ Антхольц | ЧМ Антхольц | ЧМ Антхольц | ЧМ Антхольц | ЧМ Антхольц | Нове-Место | Нове-Место | Нове-Место | Контиолахти | Контиолахти | Контиолахти | Контиолахти | Холменколлен | Холменколлен | Холменколлен |
| Очков           | Место           | Сусм      | См        | Спр       | Инд       | Эст       | Спр        | Эст        | Пр         | Спр  | Пр   | МС   | Спр     | Эст     | МС      | Спр        | Эст        | Пр         | Инд     | Сусм    | См      | МС      | См          | Спр         | Пр          | Инд         | Сусм        | Эст         | МС          | Спр        | Эст        | МС         | Спр         | Пр          | Сусм        | См          | Спр          | Пр           | МС           |
| 12              | 82              | —         | —         | —         | —         | —         | —          | —          | —          | —    | —    | —    | 29      | 7       | —       | —          | —          | —          | —       | —       | —       | —       | —           | —           | —           | —           | —           | —           | —           | —          | —          | —          | —           | —           | отм         | отм         | отм          | отм          | отм          |

| 2018/2019 Итоги | 2018/2019 Итоги | Поклюка | Поклюка | Поклюка | Поклюка | Поклюка | Хохфильцен | Хохфильцен | Хохфильцен | Нове-Место | Нове-Место | Нове-Место | Оберхоф | Оберхоф | Оберхоф | Рупольдинг | Рупольдинг | Рупольдинг | Антхольц | Антхольц | Антхольц | Канмор | Канмор | Солт-Лейк-Сити | Солт-Лейк-Сити | Солт-Лейк-Сити | Солт-Лейк-Сити | ЧМ Эстерсунд | ЧМ Эстерсунд | ЧМ Эстерсунд | ЧМ Эстерсунд | ЧМ Эстерсунд | ЧМ Эстерсунд | ЧМ Эстерсунд | Холменколлен | Холменколлен | Холменколлен |
| Очков           | Место           | Сусм    | См      | Инд     | Спр     | Пр      | Спр        | Пр         | Эст        | Спр        | Пр         | МС         | Спр     | Пр      | Эст     | Спр        | Эст        | МС         | Спр      | Пр       | МС       | Инд    | Эст    | Спр            | Пр             | Сусм           | См             | См           | Спр          | Пр           | Инд          | Сусм         | МС           | Эст          | Спр          | Пр           | МС           |
| 12              | 88              | —       | —       | —       | —       | —       | —          | —          | —          | 38         | 42         | —          | —       | —       | —       | 32         | 5          | —          | DNS      | —        | —        | —      | —      | —              | —              | —              | —              | —            | —            | —            | —            | —            | —            | —            | 60           | LAP          | —            |